# Sotkronad timalia
Sotkronad timalia (Malacopteron affine) är en fågel i familjen marktimalior inom ordningen tättingar.

## Utseende
Sotkronad timalia är en 15,5–17 cm lång tätting med mörk rygg och krokförsedd näbb. Den är svart- eller mörkbrun på hjässan och olivbrun på resten av ovansidan. Stjärten är dämpat kastanjebrun. På huvudet syns ljusgrått på tygel, ögonbrynsstreck och örontäckare samt ett vitt mustaschstreck. Undersidan är vitaktig med lite grått på bröstet.

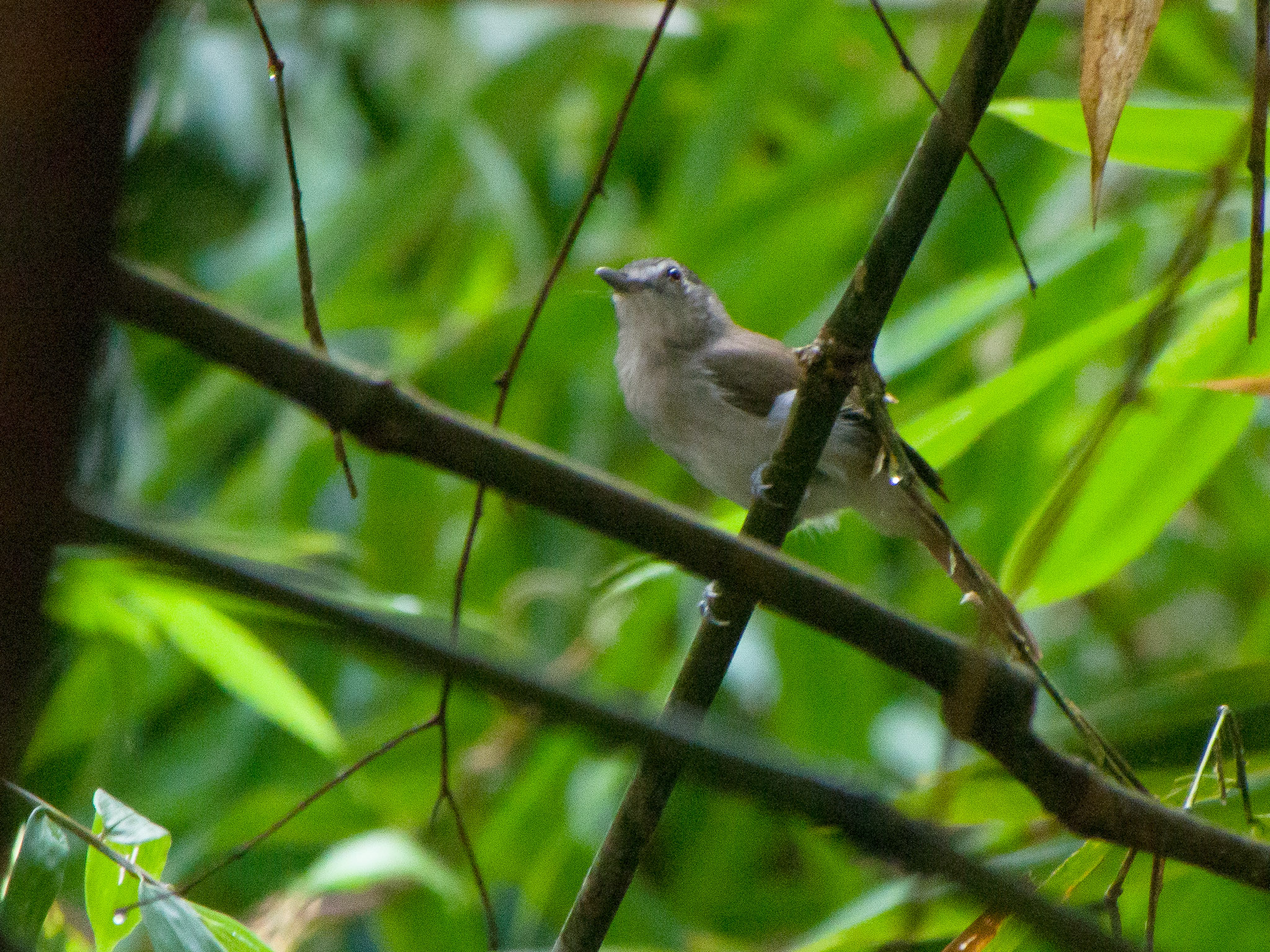

## Utbredning och systematik
Sotkronad timalia delas in i två till tre underarter med följande utbredning
- Malacopteron affine affine – förekommer på sydöstra Malackahalvön, Singapore och Sumatra
- Malacopteron affine notatum – förekommer på ön Banyak Island (utanför Sumatra)
- Malacopteron affine phoeniceum – förekommer på Borneo

Underaren notatum inkluderas ofta i mominatformen.
Arten är stannfågel i låglänta områden upp till 455 meters höjd i Sydostasien, till 700 meter på Sumatra.

## Levnadssätt
Sotkronad timalia hittas i skogsbryn och andra öppna områden i städsegrön lövskog, ofta utmed floder eller stiga. Den kan även ses i torvskogar, sparsamt avverkade skogsområden och igenvuxna plantage. Fågeln födosöker i smågrupper, cirka 6,5 meter ovan mark, på jakt efter myror, skalbaggar och fjärilslarver.

### Häckning
Arten häckar i april–maj i Sydostasien, på Borneo möjlighen året runt. Den placerar sitt skålformade bo av döda löv, kvistar och växtfibrer i en triangel som formas av två slystammar och en klängväxt eller bland döda löv som sitter fast med döda kvistar, cirka en till sju meter upp. Däri lägger den två ägg.

## Status
Sotkronad timalia beskrivs som vida spridd och relativt vanlig. Den tros dock minska i antal till följd av habitatförlust, så pass att internationella naturvårdsunionen IUCN kategoriserar den som nära hotad.